# اسکرام (راگبی)

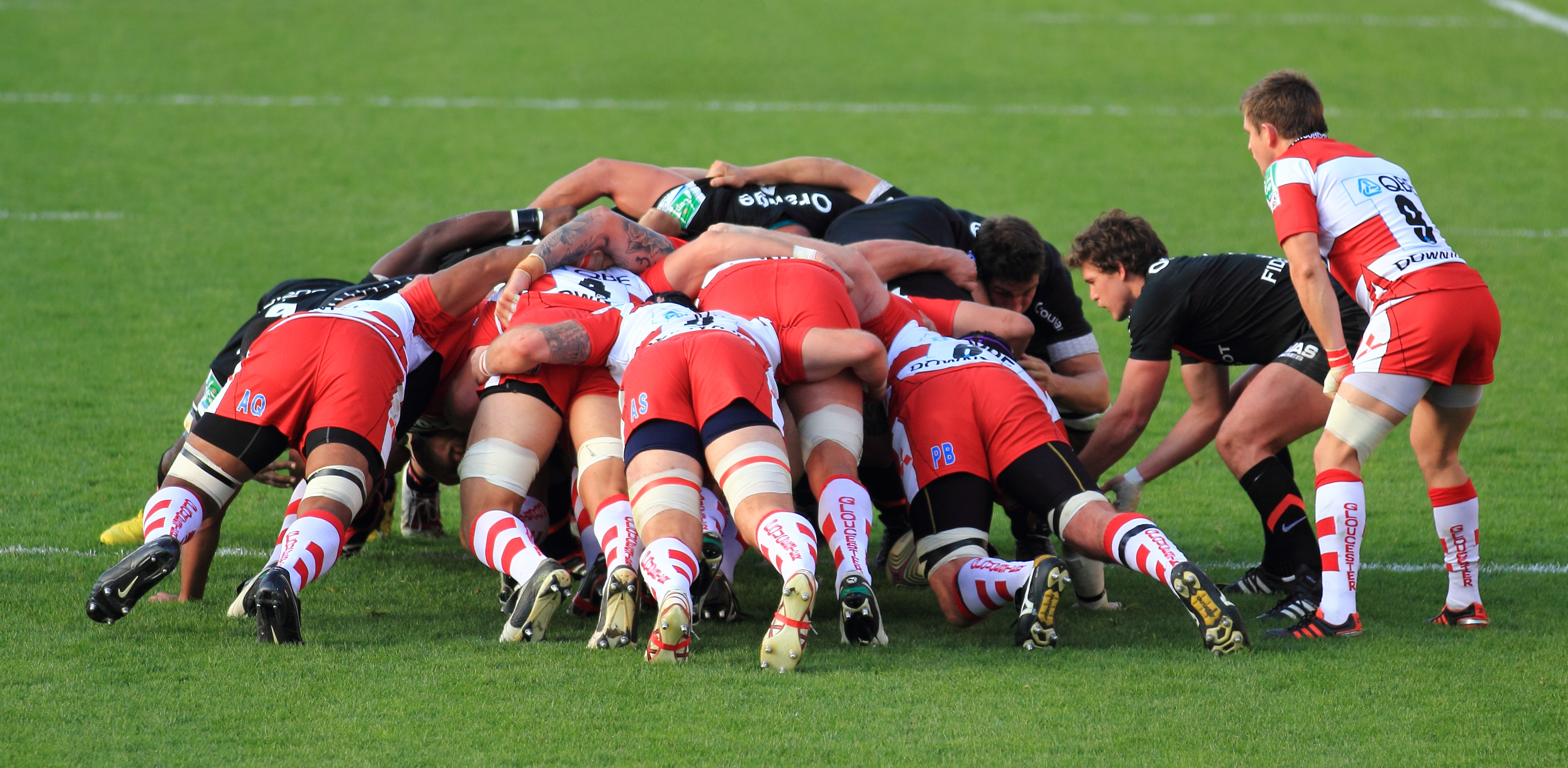
اسکرام در بازی راگبی

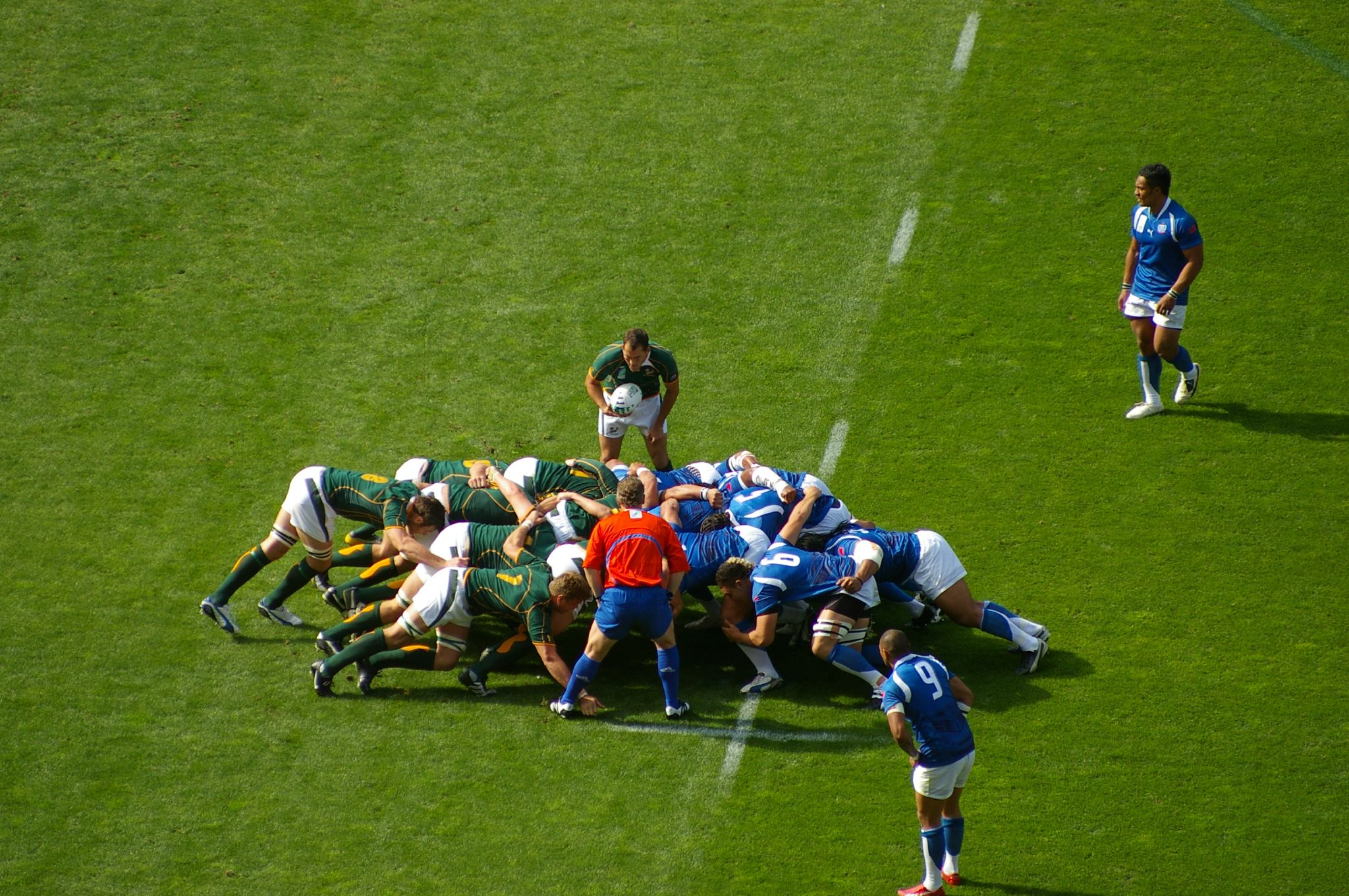
از بالا

اسکرام  روشی برای شروع مجدد بازی در ورزش راگبی است. در تمامی انواع هر دو شکل اصلی این ورزش یعنی راگبی ۱۵ نفره و راگبی ۱۳ نفره از این روش استفاده می‌گردد. اسکرام در واقع یک شروع دوباره در بازی است به طوری که وقتی خطایی در این بازی روی می‌دهد یا اینکه توپ از زمین خارج می‌گردد از روش اسکرام برای آغاز دوباره بازی استفاده می‌شود. اسکرام در بازی راگبی بسیار اتفاق می‌افتد و در راگبی ۱۵ نفره نسبت به راگبی ۱۳ نفره رایج تر است.